# Castillo de Langa de Duero

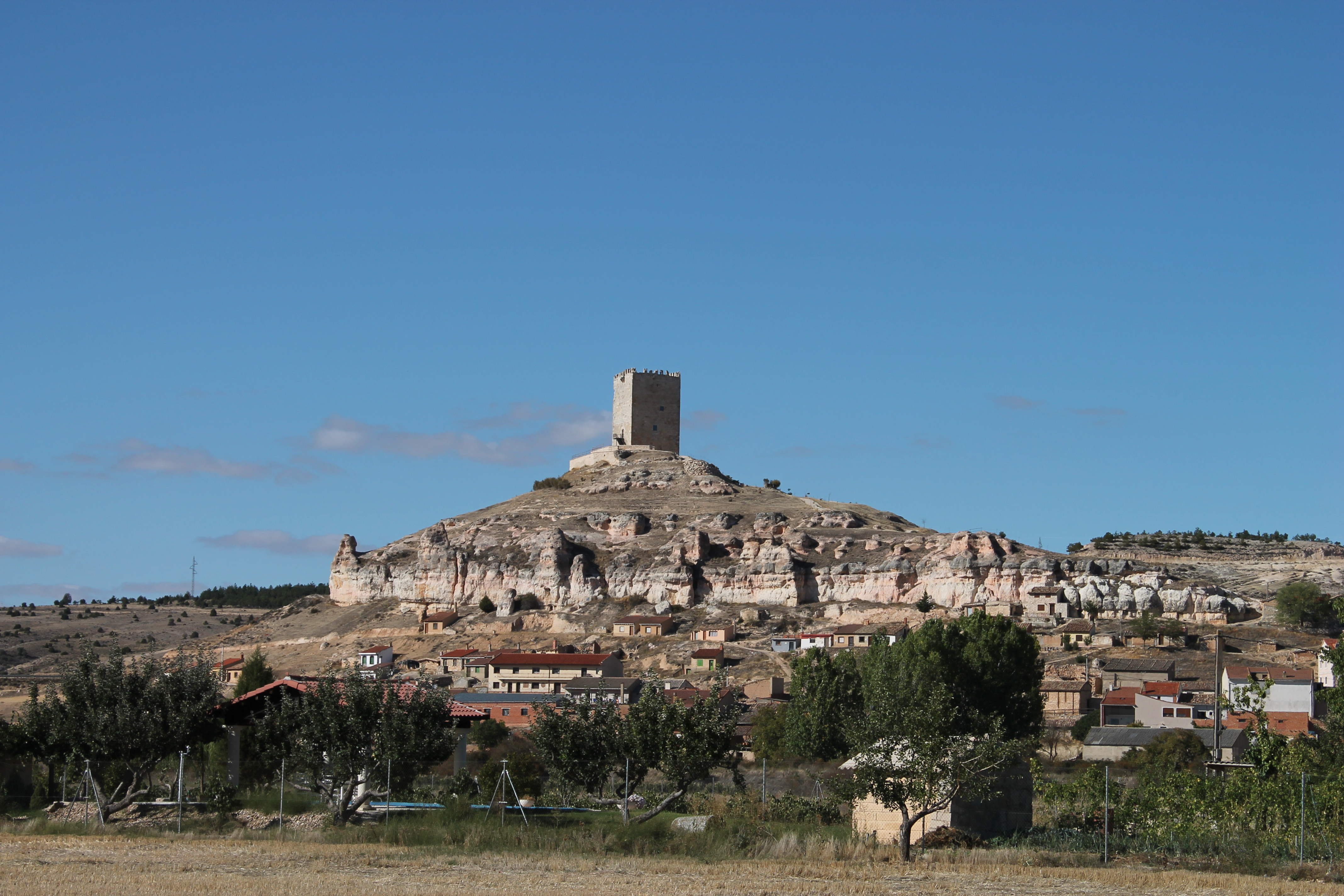
Castillo visto desde el sur, junto con Langa de Duero

El castillo de Langa de Duero, también denominado como El Cubo, es un fortaleza medieval ubicada en la localidad española de igual nombre, en la provincia de Soria.

## Historia
Pese a las evidencias de la existencia de un asentamiento celta y luego visigodo y de un núcleo cristiano consolidado en el siglo X, el castillo dataría del siglo XV, ya que no hay referencia de su existencia en la entrega de la villa a Rodrigo Díaz de Vivar. Sí constan fuentes documentales, no obstante, que refieren la presencia de una aljama hebrea a finales del XV. En 1445 fue encerrado en la torre el hermano del almirante de Castilla por orden de Don Álvaro de Luna, propietario del castillo desde 1441. 
En el siglo XVIII el conde de Miranda, propietario del molino harinero de una muela sobre el Valdanzo, recibía de la población de Langa el tributo del Portazgo, que gravaba una parte de las mercancías que atravesaban el Duero. 

## Descripción
El castillo está emplazado en la cima de un cerro, dominando la villa que se apiña en sus inmediaciones. La torre, denominada como El Cubo, que hoy puede verse es el único vestigio de un recinto fortificado de defensa mayor que protegía el paso del puente localizado a sus pies.
La torre es cuadrada de 12 metros de lado, 20 metros de altura y muros de casi 2 metros de grosor. Cuenta con tres pisos además de la planta baja y la azotea, donde aún pueden verse parte de las almenas, algunas con aspilleras alargadas quedando restos de un matacán. El acceso se realiza en altura, y encima de la puerta a bastante altura.
Al lado de la torre puede verse un aljibe trapezoidal rupestre, así como restos de un recinto defensivo. Parece que contaba con una serie de pasos subterráneos hoy cegados, que servían de alojamiento de la tropa, caballerizas o graneros.

## Estado y conservación
Después de muchos años sin realizar inversiones en su conservación, con la llegada del nuevo siglo se han hecho varias actuaciones con el fin de mejorar su estado de conservación y evitar su deterioro, así como lograr que sea accesible. Se han hecho obras de conservación en las fachadas, construcción de un paseo vallado para poder acceder caminando desde el pueblo, se ha construido una pista para el acceso de vehículos, mejora y adecuación de los aledaños al castillo, cerramiento y construcción de forjados y escaleras para convertirlo en accesible y poder subir a las almenas y también se le ha dotado de iluminación ornamental exterior.
Una de las últimas actuaciones llevadas a cabo ha consistido en la reconversión del interior del castillo en un Centro de Interpretación de las Atalayas y Fortalezas en la Frontera del Duero, con la que se ha dotado a las distintas plantas de interesante material didáctico para la comprensión del lugar que desempeñaron estas estructuras en el pasado. Por supuesto al visitante la planta que más llamará su atención será la superior, ya que la mejora en el acceso y la protección mediante vidrios que se ha dispuesto junto a las almenas harán de la visita una experiencia única al contemplar las maravillosas vistas que se pueden apreciar desde uno de los sitios más privilegiados del valle del Duero; en días despejados desde el Castillo de Langa es posible llegar a divisar la fortaleza de Gormaz.